# Dendrophthora leucocarpa
Dendrophthora leucocarpa är en sandelträdsväxtart som först beskrevs av Patschovsky, och fick sitt nu gällande namn av Trelease. Dendrophthora leucocarpa ingår i släktet Dendrophthora och familjen sandelträdsväxter. Inga underarter finns listade i Catalogue of Life.